# مجزرة العيشية
مجزرة العيشية هي مجزرة وقعت بتاريخ 21 تشرين الأول 1976 في فترة الحرب الاهلية اللبنانية وقام بتنفيذها قوات الصاعقة الفلسطينية وقوات فتح.

## الخلفية
قامت عناصر من قوات فتح الصاعقة ومنظمة فتح الانتفاضة بإقتاح بلدة العيشية

## الأحداث
هاجمت قوات الصاعقة الفلسطينية وقوات فتح بلدة العيشية ووقعت اشتباكات بين القوات الفلسطينية والاهالي وسرعان مانهارت دفعاتهم نظر للقوة التي تمتلكها القوات الفلسطينية من حيث العدد والعتاد ومن ثما اجتاحت البلدة .
وتم اختطاف عدد من الكوادر بالقية لمبادلتهم بالقيادي الفتحاوي عثمان أبو غربية الذي كانت تحتجزه ميليشيات تابعة للكيان الصهيوني